# توماس ميفلن
كان توماس ميفلن (10 يناير عام 1744 - 20 يناير عام 1800) تاجرًا وجنديًا وسياسيًا أمريكيًا من ولاية بنسيلفانيا. يعتبر أحد الآباء المؤسسين للولايات المتحدة لما لعبه من دور خلال الثورة الأمريكية وفي أعقابها. وقع ميفلن على الدستور الأمريكي، وشغل منصب أول حاكم لبنسيلفانيا خلال الفترة الممتدة من عام 1790 حتى عام 1799. كذلك كان آخر رئيس للولاية بعد أن خلف بنجامين فرانكلين على المنصب في عام 1788.
ولد ميفلن في مدينة فيلادلفيا، وعمل في التجارة عقب تخرجه من كلية فيلادلفيا. التحق في صفوف الجيش القاري في عام 1775، وذلك بعدما خدم في جمعية بنسيلفانيا الإقليمية والكونغرس القاري الأول، والذي وقع خلاله على وثيقة الرابطة القارية. كان ميفلن مساعدًا للجنرال جورج واشنطن إبان الحرب الثورية، وعين كضابط تموين ورُقي إلى رتبة لواء. عاد إلى المؤتمر في عام 1782، وانتخب رئيسًا للمؤتمر خلال العام التالي. شغل منصب رئيس مجلس نواب بنسيلفانيا خلال الفترة الممتدة من عام 1785 حتى عام 1787. كذلك شغل منصب رئيس مجلس بنسيلفانيا التنفيذي الأعلى خلال الفترة الممتدة من عام 1788 حتى عام 1790.
شارك ميفلن كمندوب في المؤتمر الدستوري لسنة 1787، ووقع على دستور الولايات المتحدة. ترأس بعدها اللجنة التي وضعت دستور ولاية بنسيلفانيا ليغدو أول حاكم للولاية بعد التصديق على دستورها في عام 1790. ترك ميفلن منصبه كحاكم في عام 1799، وتوفي خلال العام التالي.

## النشأة والعائلة
ولد ميفلن في مدينة فيلادلفيا بمقاطعة بنسيلفانيا بتاريخ 10 يناير عام 1744. كان سليل جون ميفلن وإليزابيث باغنال. كان جده الأكبر المدعو جون ميفلن الابن (1661 - 1714) من مواليد في بلدة وورمنستر بمقاطعة ويلتشاير في إنجلترا، والذي استقر في مقاطعة بنسيلفانيا.
تخرج ميفلن من كلية فيلادلفيا (تدعى جامعة بنسيلفانيا الآن) في عام 1760، وانخرط في أعمال وليام بيدل التجارية. أسس شراكة تجارية مع شقيقه جورج ميفلن عقب عودته من رحلة إلى أوروبا في عام 1765.
تزوج سارة موريس، وهي ابنة عمه من الدرجة الثانية في يوم 4 مارس عام 1767. وتزوجت ابنتهما إيميلي ميفلن من جوزيف هوبكنسون، وهو نجل فرانسيس هوبكنسون. أضحت إيميلي مضيفة والدها عقب وفاة سارة في عام 1790، وأشار أحد المصادر العائلية إلى وجود أربع بنات في العائلة «وجميعهن من النساء الجميلات». يشير أحد المصادر إلى أن سارة «لم تنجب أبناءً».

## الخدمة العسكرية
ترك ميفلن المؤتمر القاري، والتحق في صفوف الجيش القاري مع بداية الحرب الثورية. ورقي إلى رتبة رائد ليغدو بعدها مساعدًا لجورج واشنطن.
عينه واشنطن في منصب أول ضابط تموين في تاريخ الجيش بموجب أمر صادر عن الكونغرس بتاريخ 14 أغسطس عام 1775. أثيرت تساؤلات حول فشله في تقديم الإمدادات اللازمة لواشنطن وقواته في موقعة وادي فورج بزعم تخزينه وبيعه للإمدادات المخصصة للموقعة لأعلى مزايد، وذلك رغم ما أشيع عن إجادته لعمله وإيثاره البقاء على الخطوط الأمامية. طلب ميفلن إعفاؤه من منصبه ضابطًا للتموين بعدما واجههه واشنطن بشأن هذا الأمر، غير أنه اقنِع بمتابعة مهامه بسبب الصعوبة التي واجهها الكونغرس في العثور على بديل.
أفضت القيادة التي أبداها ميفلن في معركة ترينتون ومعركة برينستون إلى ترقيته لرتبة لواء. دار في الكونغرس نقاش حول ما إذا كان الجيش الوطني أكثر كفاءةً أم أنه انبغى على الولايات الفردية الاحتفاظ بقواتها الخاصة. أعلِن عن استحداث مجلس حربي تابع للكونغرس، والذي كان ميفلن عضوًا فيه خلال الفترة الممتدة من عام 1777 حتى عام 1778. عاد بعدها ليلتحق بالجيش غير أن فعاليته كانت محدودة في أعقاب الانتقادات التي لاقاها كضابط تموين. اتُهم بالاختلاس، ورحب بفتح تحقيق بهذا الأمر، غير أنه لم ينظر فيه على الإطلاق. استقال بعدها من تكليفه، ولكن الكونغرس ظل يستعين بنصيحته حتى بعد قبول استقالته.

## المسيرة السياسية
كان ميفلن عضوًا في جمعية بنسيلفانيا الإقليمية (1772 - 1776) قبل نيل أمريكا استقلالها. وشغل ولايتين في المؤتمر القاري (خلال الفترة من عام 1774 حتى عام 1775 والفترة من عام 1782 حتى عام 1784)، وشمل ذلك توليه منصب رئيس هذه الهيئة لمدة دامت سبعة أشهر (خلال الفترة من نوفمبر عام 1783 حتى يونيو عام 1784).
كان أهم واجب وقع على عاتق ميلفن تأديته كرئيس هو قبول استقالة الجنرال جورج واشنطن بالنيابة عن الكونغرس في يوم 23 ديسمبر عام 1783. تراجعت أهمية الكونغرس بصورة حادة بعد الحرب حتى أضحى من الصعب على ميفلن أن يقنع الولايات بإرسال أعداد كافية من المندوبين إلى الكونغرس للتصديق معاهدة باريس، والتي وقِع عليها في المجلس التشريعي لولاية ماريلند في مدينة أنابولس بتاريخ 14 يناير عام 1784. كذلك بادر إلى تعيين توماس جيفرسون سفيرًا لفرنسا بتاريخ 7 مايو عام 1784، وعين مساعده السابق العقيد يوشيا هارمار قائدًا للفوج الأمريكي الأول.
شارك ميفلن بعدها كمندوب في المؤتمر الدستوري الأمريكي لسنة 1787. وكان واحدًا من الأطراف الموقعة على الرابطة القارية والدستور. خدم في المجلس التابع لجمعية بنسيلفانيا العامة (1785 - 1788). كان عضوًا في المجلس التنفيذي الأعلى لكومنولث بنسيلفانيا، وانتخب رئيسًا للمجلس خلفًا لبنجامين فرانكلين بتاريخ 5 نوفمبر عام 1788. أعيد انتخابه بالإجماع في منصب رئاسة المجلس بتاريخ 11 نوفمبر عام 1789. ترأس اللجنة التي وضعت دستور ولاية بنسيلفانيا في عام 1790. استغنت هذه الوثيقة عن المجلس التنفيذي، واستعاضت عنه بحاكم واحد.
أصبح ميفلن آخر رئيس لولاية بنسيلفانيا وأول حاكم للكومنولث في يوم 21 ديسمبر عام 1790. شغل المنصب سالف الذكر حتى خلفه عليه توماس ماكين في يوم 17 ديسمبر عام 1799. حصل كل من تمرد الويسكي ووباء الحمى الصفراء في فيلادلفيا لسنة 1793 خلال مدة ولايته. كذلك اندلعت انتفاضة فريز خلال فترة ولايته. عاد بعدها إلى المجلس التشريعي الخاص بالولاية، والذي خدم فيه حتى وفاته خلال الشهر التالي.

## الحياة الشخصية
طرد ميلفن من جمعية الأصدقاء الدينية (الكويكرز) بعد التحاقه بالجيش القاري رغم انتماء عائلته إليها على مدى أربعة أجيال، وذلك نظرًا لتعارض مشاركته في القوات المسلحة مع المبادئ الداعية للسلام التي تنادي بها هذه الطائفة. أصبح ميفلن عضوًا في الجمعية الأمريكية للفلسفة في عام 1768، وخدم كأمين عام لها لمدة عامين اثنين. شغل منصب أمين كلية وأكاديمية فيلادلفيا (تعرف الآن باسم جامعة بنسيلفانيا) خلال الفترة الممتدة من عام 1773 حتى عام 1791، وشمل ذلك توليه أمانة الخزانة لمدة عامين (1773-1775).

## الوفاة والإرث
توفي ميفلن في مدينة لانكستر بولاية بنسيلفانيا بتاريخ 23 يناير عام 1800. دفن في كنيسة الثالوث المقدس اللوثرية في لانكستر.

وضعت لافتة تاريخية صادرة عن كومنولث بنسيلفانيا خارج كنيسة الثالوث المقدس، ويرجع تاريخ تكريسها إلى عام 1975. تحي اللافتة ذكرى توماس وارتون وميفلن وهما أول وآخر رئيسين لبنسيلفانيا بحسب دستور بنسيلفانيا لسنة 1776. وجاء فيها ما يلي:
كنيسة الثالوث المقدس اللوثرية. تأسست عام 1730. عقدت جلسة لوضع معاهدة مع الهنود في مبنى الكنسية الأصلي سنة 1762. كرس الصرح الحالي في عام 1766. وهنا ترقد رفات توماس وارتون (1778) والحاكم توماس ميفلن (1800).